# Celtisaspis sinica
Celtisaspis sinica är en insektsart som beskrevs av Yang och Li 1982. Celtisaspis sinica ingår i släktet Celtisaspis och familjen rundbladloppor. Inga underarter finns listade i Catalogue of Life.